# Mesoleptidea stalii
Mesoleptidea stalii là một loài tò vò trong họ Ichneumonidae.